# Хронологія подій театру
Хронологія подій театру — перелік основних значущих подій у світі театру по роках.

## До 1920-х років
- 1585 рік у театрі:
  - 3 березня виставою за трагедією Софокла «Цар Едіп» в італійському місті Віченца відкрився театр «Олімпіко»
- 1644 рік у театрі:
  - актор бродячої трупи Жан Батист Поклен вперше вийшов на сцену під псевдонімом Мольєр
- 1680 рік у театрі:
  - в Парижі засновано театр Комеді Франсез
- 1700 рік у театрі:
  - в Брюсселі засновано оперний Королівський театр Ла Монне/Де Мунт (фр. Théâtre Royal de la Monnaie, нід. Koninklijke Muntschouwburg)
- 1701 рік у театрі:
  - в Страсбурзіі засновано Національну Рейнську оперу
- 1705 рік у театрі:
  - в окрузі Вестмінстер Лондону засновано Театр Її Величності
- 1765 рік у театрі:
  - 19 листопада у Варшаві відкрився перший публічний театр Польщі, який ставив п'єси польських драматургів та іноземних авторів. Створення театру поклало початок польському професійному сценічному мистецтву.
- 1781 рік у театрі:
  - 10 січня в Москві відкрився Петровський театр — предтеча Большого театра
- 1786 рік у театрі:
  - 1 травня у віденському Бургтеатр відбулася прем'єра опери Моцарта «Весілля Фігаро»
- 1825 рік у театрі:
  - 6 (18) січня у Москві постановкою «Торжество муз» відкрито Большой театр
- 1880 рік у театрі:
  - у Нью-Йорку засновано театр Метрополітен-опера
- 1919 рік у театрі:
  - 15 лютого в Петрограді, в приміщенні Великої зали Консерваторії виставою «Дон Карлос» за п'єсою Шиллера відкрився Великий Драматичний театр імені Горького (нині ім. Г. О. Товстоногова)

## 1920-ті у театрі
- 1920 рік у театрі:
  - 28 січня 1920 прем'єрою вистави «Гріх» за Володимиром Винниченком у Вінниці відкрився Театр імені Івана Франка (з літа 1926-го за рішенням уряду театр переведено до Києва)
- 1921 рік у театрі:
  - 13 листопада 1921 виставою «Диво святого Антонія» за Морісом Метерлінком у постановці Євгена Вахтангова відкрилася 3-я студія МХАТ, якій судилося стати Театром імені Євгена Вахтангова
  - Наталією Сац був заснований Московський театр для дітей, у подальшому — Російський академічний молодіжний театр
- 1922 рік у театрі:
  - 23 лютого 1922 року виставою «Коник-Горбоконик» відкрився Ленінградський театр юного глядача — згодом ТЮГ імені Брянцева.
- 1923 рік у театрі — x
- 1924 рік у театрі:
  - 1 жовтня — У Москві відкрито Театр сатири
- 1925 рік у театрі — x
- 1926 рік у театрі — x
- 1927 рік у театрі — x
- 1928 рік у театрі — x
- 1929 рік у театрі:
  - У Ленінграді заснований Театр комедії — згодом Санкт-Петербурзький академічний театр комедії ім. Н. П. Акімова[ru]
- 1930 рік у театрі — x

## 1930-ті у театрі
- 1931 рік у театрі:
  - 24 січня засновано циганський театр «Ромен»
- 1932 рік у театрі — x
- 1933 рік у театрі —
  - 17 листопада прем'єрою комедії «Ревізор» Миколи Гоголя у постановці Миколи Петрова відмітили народження Харківського театру ім. Олександра Пушкіна
- 1934 рік у театрі — x
- 1935 рік у театрі — x
- 1936 рік у театрі
  - У Саратові заснований театр ляльок «Теремок»
- 1937 рік у театрі
  - Заснований Пермський державний театр ляльок
- 1938 рік у театрі — x
- 1939 рік у театрі
  - 1 липня в Харкові відкрився театр ляльок. Першим художнім керівником став Олександр Струменко[1]
- 1940 рік у театрі — x

## 1940-ві у театрі
- 1941 рік у театрі — x
- 1942 рік у театрі — x
- 1943 рік у театрі — x
  - 31 березня — прем'єра балету у чотирьох діях «Кратт[en]» Едуарда Тубіна (лібрето Ельфріда Саарика) в театрі «Ванемуйне»[2]. Вважається першим естонським балетом[3].
- 1944 рік у театрі — x
- 1945 рік у театрі — x
- 1946 рік у театрі:
  - 15 квітня — Прем'єрою вистави «Гусеня» за Ніною Гернет у постановці Антоніни Мацкевич розпочинає роботу Львівський театр ляльок
  - Прем'єрою «Таланти без прихильників» (театралізована програма на 2 відділи, постановники Друзь і Рожанський) відкрився Львівський український театр мініатюр[4]
- 1947 рік у театрі:
  - У Франції, в Авіньйоні вперше проходить Авіньйонський фестиваль
- 1948 рік у театрі — x
- 1949 рік у театрі — x
- 1950 рік у театрі — x

## 1950-ті у театрі
- 1951 рік у театрі — x
- 1952 рік у театрі — x
- 1953 рік у театрі — x
- 1954 рік у театрі — x
- 1955 рік у театрі — x
- 1956 рік у театрі
  - Групою молодих акторів був організований Московський театр «Современник», який очолив Олег Єфремов
- 1957 рік у театрі — x
- 1958 рік у театрі — x
- 1959 рік у театрі — x
- 1960 рік у театрі — x

## 1960-ті у театрі
- 1961 рік у театрі — x
- 1962 рік у театрі — x
- 1963 рік у театрі — x
- 1964 рік у театрі
  - На основі трупи Московського театру драми і комедії створений «Театр на Таганці»
- 1965 рік у театрі — x
- 1966 рік у театрі — x
- 1967 рік у театрі — x
- 1968 рік у театрі — x
- 1969 рік у театрі — x
- 1970 рік у театрі — x

## 1970-ті у театрі
- 1971 рік у театрі — x
- 1972 рік у театрі — x
- 1973 рік у театрі — x
- 1974 рік у театрі — x
- 1975 рік у театрі — x
- 1976 рік у театрі —
  - 26 листопада 1976 року виставою «Срібне копитце» відкрив свій 1-й сезон Чернігівський обласний театр ляльок
- 1977 рік у театрі — x
- 1978 рік у театрі —
  - 7 вересня 1978 року відбувся перший збір трупи Київського театру драми і комедії
- 1979 рік у театрі
  - 21 квітня 1979 року в приміщенні Республіканського театру ляльок по вулиці Шота Руставелі, 13 зіграли першу прем'єру Київського театру драми і комедії («Высшая точка — любовь» Родіона Феденьова)
  - В Ленінграді відкрито Молодіжний театр на Фонтанці — згодом Санкт-Петербурзький державний молодіжний театр на Фонтанці
- 1980 рік у театрі — x

## 1980-ті у театрі
- 1981 рік у театрі — x
- 1982 рік у театрі — x
- 1983 рік у театрі — x
- 1984 рік у театрі — x
- 1985 рік у театрі — x
- 1986 рік у театрі
  - Створений Театр льодових мініатюр Ігоря Бобріна.
- 1987 рік у театрі — x
- 1988 рік у театрі —
  - 25 березня виставою «Сад нетанучих скульптур» (Сніг у Флоренції» та «Маруся Чурай») Ліни Костенко відкрилася Українська молодіжна театр-студія у Львові, яка згодом стала Львівським академічним молодіжним театром ім. Леся Курбаса
  - 28 травня відбулася перша вистава новоствореного Київського театру «Колесо»[5].
- 1989 рік у театрі —
  - в листопаді в Києві режисер та художник Михайло Яремчук створив «Київський театр маріонеток»
- 1990 рік у театрі — x

## 1990-ті у театрі
- 1991 у театрі:
  - 16 вересня — Володимир Петренко засновує драматичний гурток у Палаці піонерів міста Дніпропетровськ, який з березня 2003-го стає Дніпровським драматичним молодіжним театром «Віримо!»[6]
  - Театральний режисер Роман Віктюк створює у Москві авторський приватний театр — Театр Романа Віктюка. Виставою відкриття стала постановка п'єси Девіда Хенрі Хвана «М. Батерфляй»
- 1992 у театрі:
  - грудень — у Хмельницькому відкрито міський монотеатр «Кут» — стаціонарний театр одного актора. Засновником, директором та єдиним актором є народний артист України Володимир Смотритель[7]
- 1993 у театрі — x
- 1994 у театрі — x
- 1995 у театрі — x
- 1996 у театрі:
  - У Магнітогорську відкритий Магнітогорський театр опери та балету
  - У Барнаулі заснований Муніципальний експериментальний театр «Підвал»
- 1997 у театрі — x
- 1998 у театрі — x
- 1999 у театрі — x
- 2000 у театрі — x

## 2000-ні у театрі
- 2001 у театрі —
  - 13 грудня — відбувся перший виступ майбутнього колективу Народного студентського театру «Вавилон» Інститута української філології Національного педагогічного університету ім. Михайла Драгоманова (м. Київ) — на сцені Музею видатних діячів української культури зіграли літературно-музичну композицію та уривки з комедії «За двома зайцями».
- 2002 у театрі
  - У Пермі створено театр «Нова драма».
- 2003 у театрі — x
- 2004 у театрі — x
- 2005 у театрі
  - 19 грудня прем'єрою вистави «Le forze del destino / Сила долі» у постановці Раду Поклітару розпочав свою роботу колектив, який з 2006 року стане театром «Київ Модерн-балет»[8]
- 2006 у театрі — x
- 2007 у театрі — x
- 2008 у театрі —
  - Показом експериментальної вистави «Coconut Sky» на фестивалі «Студвесна — 2008» у Криворізькому державному педагогічному університеті розпочинає свою роботу театру-студія «Баобаб» (м. Кривий Ріг). Акторами були студенти факультету української філології, режисерка — випускниця цього ж факультету Тетяна Леонідова, яка закінчила до того часу ще й Київський університет культури[9]
- 2009 у театрі — x
- 2010 у театрі — x
  - за ініціативи Юрія Паскара в місті Рівне заснована Театральна лабораторія «ВідСутність», яка діє на базі Рівненського міського Палацу дітей та молоді

## 2010-і у театрі
- 2011 у театрі — x
  - 6 січня — Харківський театр «Прекрасные Цветы» виник за три дні. Його концепція, стиль, принципи і гумор ожили у переддень Різдва 2011 року.
  - 13 березня — заснований Київський класичний художній альтернативний театр
- 2012 у театрі — x
- 2013 у театрі — x
- 2014 у театрі — x
- 2015 у театрі:
  - 26 грудня — в Києві на Подолі створено незалежний український PostPlay Театр
- 2016 у театрі — x
  - 10 лютого — виставою «Вій 2.0» за п'єсою Наталії Ворожбит в постановці Максима Голенко розпочав роботу український незалежний «Дикий Театр» (театральний менеджер Ярослава Кравченко)[10]
  - 9 липня — моновиставою «Индейцы. Сеня. Черный джип» на квартирнику розпочав свою роботу театр унікальних авторських п'єс — театр одного актора «AVE» (м. Кривий Ріг, Дніпропетровська область). Актор, поет, сценарист, письменник, автор-виконавець власних музичних композицій — Павло Осиков[11][12]
- грудень — виставою «Панна, що возить фортепіано на возі» (реж. Анастасія Кузик у Коломиї презентували новий театральний проект «Franco-театр» — об'єднання творчих особистостей: як акторів-професіоналів, так і аматорів[13][14]
- 2017 у театрі — x
- 2018 у театрі:
  - 20 січня — випускна вистава «Cripples of Inishmaan» ProEnglish Drama School із запрошеними професійними акторами, стала днем народження незалежного професійного англомовного театру України «ProEnglish Theatre» (художній керівник — Алекс Боровенський)[15]
  - 26 травня — створено незалежний мистецький проект – театр «Соломія» (м. Коломия, Івано-Франківська область), керівник — Мар’яна Кодіна-Іванович [16]
- 2019 у театрі:
  - 18 січня — прем'єрою вистави «Frida» розпочав свю роботу театр Людмили Колосович «Solo»[17]
  - 27 жовтня — прем'єрою моноспектакля у постановці Анатолія Левченка за поезіями Йосипа Бродського у виконанні Валерія Сарбея в Маріуполі розпочав роботу недержавний театр «Terra Incognita — свій театр для своїх»[18][19]
  - з курсу «Тіло-звук-емоції-я» розпочала історія київського театру «Тотеатр»[20]

- 2020 у театрі:
  - 29 серпня — прем'єрою вистави «127 годин» за книгою «Між молотом і ковадлом»[en] альпініста Арона Ралстона у печері Кочубеївського рудника на Кіровоградщині розпочав свою роботу новий український екстрим-театр «ШуМ»[21][22][23]
  - 1 вересня — у Вінниці, на базі центру розвитку «Орігамі» відкрився перший професійний дитячий театр «The театр» (засновник — Карен Варданян, актор театру і кіно)[24]
  - 17 вересня — останній івент PostPlay Театру. Про закриття простору театру на вулиці Нижньоюрківській на своїй сторінці у фейсбук повідомив артдиректор Ден Гуменний[25]

## 2020-і у театрі
- 2021 у театрі —
  - 7 березня — виставою «Біля мого вікна» відкрився київський театр «Наш театр» (засновники — Ірина Калашнікова та Сергій Мельник)[26]
  - 10 травня — започатковано новий Незалежний музичний театр «057» (м. Харків). Керівник і режисер-постановник – Олександра Блинкова[27]
  - 13 жовтня — про заснування «Театр Драматургів» оголосила команда 20 українських авторів, які об’єднались для створення театру, в центрі якого буде текст. Драматурги-засновники: Павло Ар'є, Олена Астасьева, Ігор Білиць, Наталя Блок, Андрій Бондаренко, Наталка Ворожбит, Ірина Гарець, Юлія Гончар, Олена Гапєєва, Оксана Гриценко, Тетяна Киценко, Анастасія Косодій, Максим Курочкін[ru], Лєна Лягушонкова, Євген Марковський, Ольга Мацюпа, Катерина Пенькова, Оксана Савченко, Людмила Тимошенко, Віталій Ченський. Фундатор, продюсер, директор — Дмитро Сімонов[28]. Відкриття театру відбулося 5 грудня 2021 року перформативними читаннями альманаху «Крик» (три тексти драматургів-засновників). Театр знаходиться в Києві на вулиці Сагайдачного, 25Г[29]
- 2022 у театрі — x
- 2023 у театрі —
  -  4 січня — в Києві український актор та режисер грузинського походження Гіо Пачкорія заснував Камерний театр «Маланка» — «Театр „Маланка“ несе українську літературну моду». Першу прем’єру зіграли 7 лютого цього ж року — «Украдене щастя» за однойменною п'єсою Івана Франка[30][31]
  -  5 травня — у Запоріжжі в межах театральної реформи розпочав роботу театр «Дім актора», що об’єднав театр-лабораторію «Vie», Запорізький театр танцю та джазовий оркестр City Big[32]
  -  1 вересня — в Києві розпочала роботу Театральна студія «Картон». Засновник — Артем Боровик
- 2024 у театрі — x
  - З листопада — у Києві започатковано «Театр Воєнних Дій», актори якого – ветерани та чинні військові[33]
- 2025 у театрі — x
  - 19 березня — у Києві розпочав свою роботу «Пароль: Театр»[34]
- 2026 у театрі — x
- 2027 у театрі — x
- 2028 у театрі — x
- 2029 у театрі — x
- 2030 у театрі — x